# Абдулгазис Умер Абдулайович
Умер Абдулайович Абдулгазис (рос. Умер Абдуллаевич Абдулгазис, нар. 22 липня 1952, с. Бухара, Узбецька РСР) — вчений-механік, доктор технічних наук, професор. Академік Академії наук вищої освіти України, Академії будівництва України та Кримської академії наук, заслужений працівник освіти України.

## З життєпису
У 1974 році закінчив Андижанський сільськогосподарський інститут, за фахом — інженер-механік, спеціальність — механізація сільського господарства. У 1976–91 роках працював у Бухарському технологічному інституті викладачем, доцентом та завідувачем катедри теплотехніки та теплоенергетичних установок.
У 188–84 роках навчався в аспірантурі Харківського політехнічного інституту, в листопаді 1985 року, в Харківському інституті інженерів залізничного транспорту, захистив кандидатську дисертацію та здобув науковий ступінь кандидата технічних наук. У 1990–93 роках навчався в докторантурі Харківського політехнічного інституту, там же, в червні 1994-го, захистив докторську дисертацію та здобув ступінь доктора технічних наук.
З вересня 1995 року працював професором катедри загальнотехнічних дисциплін Кримського інженерно-технологічного університету, з лютого 1999 року — декан інженерно-педагогічного факультету та завідувач організованої ним катедри автомобілів та автомобільного господарства, з лютого 2004 року — перший проректор університету, від січня 2006 року — декан, ініційованого ним, інженерно-технологічного факультету.

## Наукова діяльність
Напрямок наукової діяльности — ресурсо- та енергозберігальні технології в автомобільному транспорті та машинобудуванні. Організував акредитацію та ліцензування низки профілів спеціальності «Професійна освіта» у Кримському інженерно-педагогічному університеті, заснував там 6 лабораторій інженерно-технологічного факультету, в коледжі при університеті відкрив навчання за спеціальністю «Організація та регулювання дорожнього руху».
Автор понад 200 наукових праць, в тому числі 3 монографій та 19 навчальних посібників і 62 патентів.

## Нагороди та вшанування
- Диплом I ступеня Міністерства вищої та середньої спеціальної освіти Узбецької РСР (1982);
- Почесна грамота Міністерства освіти і науки України (1998);
- Почесне звання «Заслужений діяч науки і техніки Автономної Республіки Крим» (2003);
- Знак МОН України «За наукові досягнення» (2007);
- Почесне звання «Заслужений працівник освіти України» (2012)[1].